# Stabilizující selekce

Tyto grafy zobrazují různé typy genetického výběru. Na ose x je vynesen typ fenotypového znaku, zatímco na ose y je znázorněno množství jedinců v dané populaci. Skupina A zobrazuje původní populaci, skupina B populaci po proběhnuvší selekci. Graf 1 znázorňuje usměrňující selekci, při níž je upřednosňován jeden extrémní typ fenotypu. Graf 2 ukazuje stabilizující selekci, která preferuje fenotyp na půli cesty mezi dvěma extrémy. Graf 3 potom zobrazuje selekci disruptivní, při níž se extrémy jeví výhodněji než prostřední řešení.

Stabilizující výběr (neplést s negativní selekcí) je druh přirozeného výběru , při kterém klesá genetická rozmanitost populace a populační průměr se ustavuje na konkrétní hodnotě daného znaku. To je považováno za nejčastější mechanismus účinku přírodního výběru, protože se většina znaků v čase, zdá se, nijak dramaticky nemění. Stabilizující výběr běžně využívá negativní selekce (purifikujícího výběru), tedy selektuje proti extrémním hodnotám znaku. Stabilizující výběr je opakem tzv. disruptivního výběru. Zatímco disruptivní výběr zvýhodňuje nositele extrémních fenotypů, výběr stabilizující upřednostňuje ty organismy se středními hodnotami daného znaku. To snižuje fenotypovou variabilitu a udržuje status quo. Přírodní výběr má tendenci odstranit zásadnější odchylky od normy a zvýšit tak reprodukční úspěch průměrných fenotypů. Vzhledem k výše zmíněné stabilitě znaků v čase bývala stabilizující selekce považovaná za nejobvyklepší typ výběru, avšak metaanalýza studií měřících selekci ve volné přírodě nedokázala odhalit převládající trend ve prospěch stabilizujícího výběru. Důvodem může být přílišná složitost metod pro detekci stabilizujícího výběru. Ty mohou zahrnovat studium změn způsobujících přírodní výběr zaměřený na průměr a rozptyl v daném znaku, případně měření biologické zdatnosti pro okruh rozdílných fenotypů v přírodních podmínkách a zkoumání vztahů mezi naměřenou zdatností a hodnotou daného znaku. Analýza a interpretace výsledků jsou ovšem nesnadné.

## Příklady

### Lidská porodní hmotnost
Klasickým příkladem stabilizující selekce je lidská porodní hmotnost. Děti s nízkou porodní hmotností velice rychle ztrácejí teplo a snadno se nakazí infekčními chorobami, zatímco příliš velké děti znesnadňují pánevní porod. Novorozenecká úmrtnost dětí s optimální porodní hmotností je podstatně menší, než u příliš malých či příliš velkých dětí. Křivka normálního rozdělení vrcholí v lidské populaci kolem porodní hmotnosti, jejíž nositelé vykazují nejmenší úmrtnost.

### Výška rostliny
Dalším znakem, u nějž se může projevovat stabilizující selekce, může být kupříkladu výška rostliny. Příliš nízká rostlina nemusí být schopna soutěžit o přístup ke slunečnímu světlu, příliš vysoké rostliny ovšem mohou být náchylné k poškození prouděním větru. Kombinace těchto dvou selekčních tlaků udržuje výšku rostlin ve středních hodnotách, respektive zvyšuje počet rostlin střední výšky a limituje výskyt rostlin malého nebo velkého vzrůstu.

### Oční skvrny na křídlech motýlů
U africké babočky druhu Bicyclus anynana se projevuje stabilizující výběr preferující kulaté oční skvrny určité velikosti ve srovnání s dalšími tvary a velikostmi.

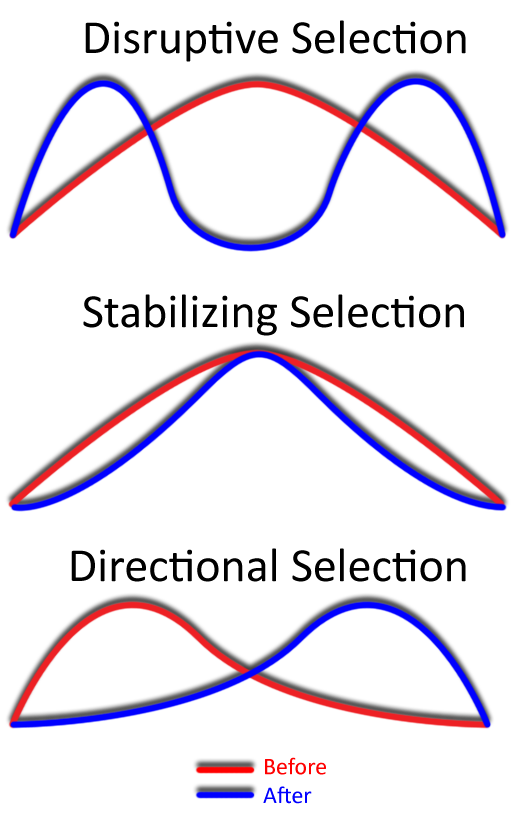
Graf ilustruje tři základní modely výběru: Disruptivní selekci, stabilizující selekci a usměrňující selekci. Červená barva: předtím; modrá barva: potom.

## Další četba
- Balancující selekce
- Koinofilie
- Usměrňující selekce
- Frekvenčně závislé chování opylovačů
- Asortativní páření
- Hypergamie
- Fluktuující selekce